# Mark Sykes

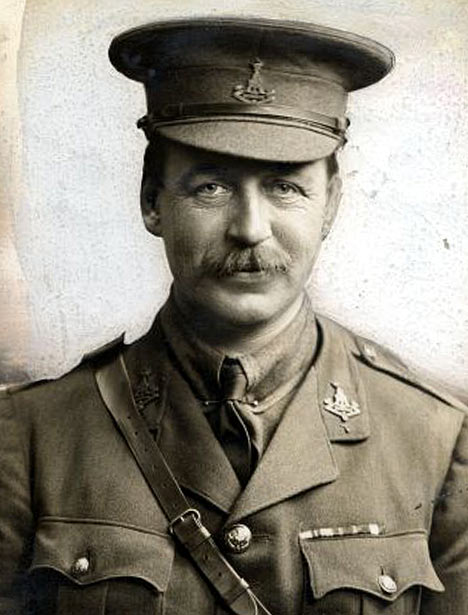
Sir Mark Sykes, 6. Baronet

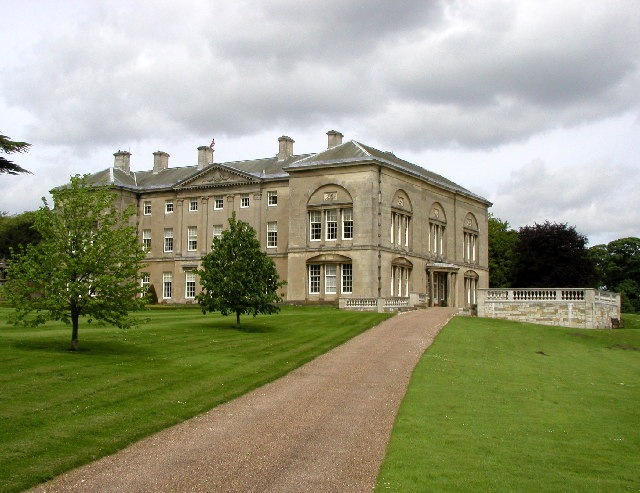
Sledmere House, Wohnsitz der Familie Sykes in East Riding of Yorkshire

Sir Tatton Benvenuto Mark Sykes, 6. Baronet (* 16. März 1879; † 16. Februar 1919 in Paris), war ein britischer Schriftsteller, Oberst, konservativer Politiker und Diplomat. Er gründete das Arab Bureau und sein Name ist vor allem mit dem Sykes-Picot-Abkommen verbunden. Diese geheime Übereinkunft, die während des Ersten Weltkriegs zwischen dem Vereinigten Königreich und Frankreich abgeschlossen wurde, regelte die Einflusssphären dieser beiden Staaten und Russlands im zerfallenden Osmanischen Reich, namentlich in den Gebieten des Nahen Ostens. Er war ein prominentes Todesopfer der Spanischen Grippe.

## Leben

### Jugend
Marks Vater, Sir Tatton Sykes, 5. Baronet, der Eigentümer des Familiensitzes Sledmere House in Yorkshire, zu dem 120 km² Land gehörten, heiratete im Alter von 48 Jahren seine Sekretärin Christina Anne Jessica Cavendish-Bentinck. Mehrere Quellen gehen davon aus, dass die Ehe nur durch das energische Betreiben von Christinas Mutter zustande gekommen und niemals sehr glücklich war. Tatton Sykes hatte für die enormen Schulden seiner Frau aufzukommen, bis er in den Zeitungen eine Annonce schalten ließ, dass er keine weiteren Rechnungen für seine Frau begleichen werde. Der darauf folgende Scheidungsprozess erregte großes Aufsehen in der damaligen Gesellschaft.
Mark Sykes war das einzige Kind des Paares. Er pendelte zwischen dem Wohnsitz seiner Mutter, die nach London gezogen war, und den Besitzungen seines Vaters in Yorkshire hin und her. Nachdem seine Mutter von der anglikanischen in die katholische Kirche übergetreten war, wurde auch Mark im Alter von drei Jahren katholisch getauft und blieb sein Leben lang Katholik. Wie seine Mutter entwickelte auch Mark Sykes eine große Fantasie und schriftstellerisches Talent, konnte aber seine Begabungen mangels Selbstdisziplin nicht immer in entsprechende Schulleistungen umsetzen. In den Wintermonaten begleitete er seinen Vater meist auf dessen Reisen in die Regionen des Nahen Ostens, Ägyptens und Indiens. Er besuchte auch die Karibik, Mexiko, die Vereinigten Staaten und Kanada.
Ergebnisse seiner Reisen in den Orient waren die Bücher
- Through Five Turkish Provinces, das er 1900 im Alter von 21 Jahren herausbrachte,
- Dar-Ul-Islam, 1904, und
- The Caliphs' Last Heritage: A Short History of the Turkish Empire.

Dazu kamen die satirischen Werke
- D'Ordel's Pantechnicon, 1904, illustriert von Edmund Sandars, eine Parodie auf das Zeitungswesen seiner Zeit und
- D'Ordel's Tactics and Military Training, eine Parodie auf das Infantry Drill Book, das 1896 erschienen war, ebenfalls von Sanders illustriert.

### Politische und militärische Karriere
1897 war Mark Sykes in das 3. Bataillon des in Yorkshire stationierten Infanterieregiments Green Howards eingetreten. Nach der Absolvierung seiner Ausbildung hielt es ihn jedoch nicht auf den Besitzungen seines Vaters. Er beteiligte sich am Zweiten Burenkrieg in Südafrika, wo er unter Lord Kitchener of Khartoum diente.
Nach Beendigung des Burenkrieges widmete er sich wieder seinen Reisen in den Nahen Osten.
Von 1904 bis 1905 war Sykes Unterstaatssekretär (Parliamentary Secretary) des für Irland zuständigen Chief Secretary George Wyndham. Danach wurde er Honorarattaché an der britischen Botschaft in Istanbul, der Hauptstadt des Osmanischen Reiches.
1911 wurde Sykes für die Konservative Partei im Wahlkreis Hull Central zum Mitglied des Unterhauses gewählt. Zuvor hatte er zweimal in einem anderen Wahlkreis kandidiert, war jedoch knapp geschlagen worden. Nach dem Tod seines Vaters im Jahr 1913 erbte er dessen Besitzungen und den Titel 6. Baronet of Sledmere in the County of York.
Im Parlament arbeitete er eng mit Lord Hugh Cecil zusammen und wurde mit Frederick E. Smith, dem späteren Lord Birkenhead, und mit dem Schriftsteller und katholischen Parlamentsabgeordneten Hilaire Belloc bekannt.
Während des Ersten Weltkriegs diente Sykes im War Office im Bunsen-Komitee, das die britische Regierung in Fragen des Nahen Ostens beriet. Auf seine Initiative hin wurde Anfang 1916 das Arabische Büro des Foreign Office in Kairo gegründet, das Aufklärung und Propaganda in der arabischen Welt koordinierte und dem eine Schlüsselrolle bei der Auslösung der Arabischen Revolte zufiel. Zuvor hatte Sykes mit seinem französischen Gegenüber François Georges-Picot noch das Sykes-Picot-Abkommen ausgehandelt, ein Geheimabkommen über die Aufteilung der zu erobernden Gebiete des Osmanischen Reiches.
Sykes war mit Aubrey Herbert befreundet, der ebenfalls in Fragen des Nahen Ostens sehr einflussreich war. Er machte die Bekanntschaft von Gertrude Bell, der pro-arabischen Beraterin des britischen Außenministeriums, die sich als Archäologin ebenfalls oft im Nahen Osten aufhielt, und die später in Bagdad maßgeblich an der Gründung des neuen Staates Irak beteiligt war. Er interessierte sich für das Schicksal der Armenier, die unter dem Druck des Osmanischen Reiches litten und über die er in seinem Buch Through Five Turkish Provinces noch geschrieben hatte:

„I feel such an intense prejudice against Armenians that I am certain that anything I might say would only be biased and therefore not worth reading; and I think anyone who has had dealings of any kind with this abominable race would probably be in the same position. The Armenian inspires one with feelings of contempt and hatred which the most unprejudiced would find it hard to crush. His cowardice, his senseless untruthfulness, the depth of his intrigue, even in the most trivial matters, his habit of hoarding, his lack of one manly virtue, his helplessness in danger, his natural and instinctive treachery, together form so vile a character that pity is stifled and judgment unbalanced. I cannot believe, as some urge, that his despicable personality has been produced merely by Turkish tyranny. There are other nations who have been tyrannized; the Bulgarians, the Druses, and the Maronites. But not one of them shows a tithe of the abominable qualities which mark off Armenians from the rest of mankind.“

Außerdem engagierte er sich für die damals aufkommenden Ansprüche zionistischer Juden auf ein Gebiet in Palästina.
Sykes starb im Alter von 39 Jahren in seinem Pariser Hotelzimmer, wo er sich anlässlich der Pariser Friedenskonferenz 1919 aufhielt, an der Spanischen Grippe. Er wurde auf dem anglikanischen Friedhof von Sledmere begraben. 2008 wurde seine Leiche mit Zustimmung seiner Nachkommen von britischen Wissenschaftlern exhumiert, um Spuren des Virus zu extrahieren.
Aus seiner 1903 geschlossenen Ehe mit Edith Violet Gorst hinterließ er sechs Kinder.